# 三浦甲子二
三浦 甲子二（みうら きねじ、1924年（大正13年）6月20日 - 1985年（昭和60年）5月10日）は、日本のジャーナリスト、実業家。朝日新聞政治部次長を経て全国朝日放送（テレビ朝日）専務を務めた。「ソビエト連邦のスパイとして活動した」とする旧ソ連情報機関関係者からの証言やソ連国家保安委員会（KGB）文書の記載がある。

## 来歴・人物
三浦の前半生は、実は不明なことが多い。本人の語るところでは、長崎県の今里家で生まれ、ほどなく秋田県の母方の三浦家に養子に出された。その経緯ははっきりしない。ただ、日本精工社長・今里広記は、回想録で「三浦甲子二は親類筋」で祖父は長崎県選出の代議士、今里準太郎だと記している。実弟はザ・ベストテンなどに関わったTBSプロデューサーの今里照彦。
1946年（昭和21年）、21歳で慶應義塾大学法学部卒業を前にして、朝日新聞社に入社したことになっている。戦前から戦時中にかけて何をしていたのか、本人は語ったことがなく、その間の履歴については不明で、入社の経緯もはっきりしない。三浦と親しかった同僚らの話をまとめると、実際は小学校卒から新聞を各地へ送る発送部にアルバイトとして入りながら、6年後、30歳を前にして地方支局記者へと引き立てられた。通信部の記録によれば、1952年（昭和27年）に長野支局、1954年に横浜支局に移り、ここで地元選出の大物政治家、河野一郎に密着、あたかも河野派メンバーのように振る舞った。1957年には社内エリートが占める東京本社政治部に引き上げられている。
入社まもない現業部門の三浦は、反共産党の立場の組合運動で労組委員長の広岡知男（のち社長）に近づき、組合を統括する4人の最高闘争委員の1人となる。新聞ゼネストの際には、スト決行阻止に多大の貢献をした。広岡が東京本社編集局長に就いた年に政治部入りを果たし、池田勇人、河野一郎ら大物政治家に深く食い込み、読売新聞社長となる渡邉恒雄やNHK会長になった島桂次と並ぶ派閥記者として名を馳せていった。また一介の記者に過ぎないのに、いつの間にか社主の村山家に出入りするようになり、『佐藤栄作日記』（1963年2月12日）には、「村山・朝日社長宅で岸（信介）夫妻と共に夕食に招かれる。例によって三浦君大いにシャベル」の記述がある。魚住昭は、池田が総理大臣を退任（1964年10月）した頃に「三浦の威光は朝日の社内を圧倒していた」と著書に記し、その理由について「後に社長になる広岡に引き立てられ、村山長挙社主の夫人・於藤にもかわいがられていたからだ」としている。筑紫哲也は、組合出身ではあるが「彼にはナベツネさんのような深刻な左翼体験もありません」と評し、広岡は三浦は勝手に"子分"を自称する関係であったと回想している。
1960年（昭和35年）、村山長挙が社長に復帰して信夫韓一郎専務が辞任、広岡取締役・東京本社編集局長が西部本社代表に左遷されると、朝日では販売畑の常務・東京本社業務局長永井大三がナンバー・ツー、取締役・東京本社編集局長木村照彦がナンバー・スリーとなった。三浦は発送部時代から永井常務と付き合いがあり、大阪本社育ちの木村編集局長は東京の政財界に暗く、主要な人事は政治部次長の三浦に相談した。三浦はこれを利用して三浦派を形成し、ライバルを疎外する人事を進めて朝日新聞最強の実力者となり、“私設常務”と言われた。一方、常務・論説主幹笠信太郎とは不仲で、1962年（昭和37年）に笠が辞任したときに三浦は「おれが笠を切れ、と根まわししたんだ」と言っていた。

### 日本教育テレビに転じる
しかし1963年（昭和38年）に朝日で起きた社内紛争である村山事件で、永井常務が村山社主家に解任され、事件後に実権を握った広岡代表取締役は、村山社主家と木村を朝日の経営から追放したため、三浦は社内の後ろ盾となっていた村山、永井、木村を一気に失った。三浦は広岡との関係は修復したが、論説主幹森恭三ら反木村派の攻撃は、三浦に集中して広岡も三浦をかばいきれず、1965年（昭和40）3月、日本教育テレビ（NET）（現・テレビ朝日）に転じ、朝日を退社した。なお三浦が朝日で失脚した原因の理由については、1964年の池田裁定で後継総裁に河野一郎が総裁に選出される見通しという報道をおこなったことにあるという説がある。
三浦のテレビへの転出は、型破りで政治的な動きが目にあまり新聞本体から放逐されたと見られた。ところが、三浦は調査局長で着任後、"徒党"作りを始め、編成、報道という現場中枢を牛耳ったほか、管理部門にも"三浦派"と呼ばれる手下を作る一方、会長の赤尾好夫や大株主の東映側とも如才なく接し、影の実力者として確実に影響力を増していった。1967年（昭和42年）7月、小田久栄門に『モーニングショー』の総合プロデューサーになるように言い、古巣の広岡からカネを借りてきてテコ入れ資金とし、視聴率2%台に低迷していた番組の復活に成功する。
1974年（昭和49年）11月、朝日経済部出身で九州朝日放送（KBC）社長だった高野信がNET社長となる。高野は同じく朝日出身の副社長、中川英造と相談し、三浦をテレビ局の要である編成、制作役員に抜擢した。社長のお墨付きを得たことで、三浦の持ち前の行動力、勢いに拍車がかかった。1977年3月10日、NET（4月から全国朝日放送）は1980年モスクワオリンピックの独占放送権を獲得し世間をあっと言わせた。その立役者が三浦で、長らく対日工作の責任者だったソ連共産党国際部副部長のコワレンコらを入り口に、日本人としてはじめて最高実力者のブレジネフ書記長と会見するなど下準備を重ねてきた成果であった。高野はこうした水面下のスタンドプレーを容認していた。三浦は1979年6月、テレビ局を実質的に切り盛りする実力専務となった。だが、その半年後、ソ連のアフガニスタン侵攻によってにわかに雲行きが怪しくなってきた。アメリカに追随した日本のモスクワ五輪不参加決定で一転窮地に追い込まれる。日本チームが参加しない五輪など誰も見ない。このどんでん返しは痛打となった。モスクワ五輪放映は大幅に縮小、円高などが幸いし結果的に赤字幅は縮んだが、それでも約20億円の損失を被った。10チャンネルの新しい船出にいきなりケチが付き、三浦の権勢に大きな陰りが差すことになった。
1983年（昭和58年）6月、2年前にテレビ朝日に天下ってきた田代喜久雄が8代目の社長に就任した。配下に多くの子飼いの部下を擁する親分肌のところは三浦と共通し、二人が並びつ立つことはできなかった。ほどなく監査役から経理局に対し、三浦に関係する交際費、番組制作費などの伝票、帳簿類の提出要請がなされたという。社内では失脚しつつあった三浦だが、時々の政局では、影の仕掛け人とも呼ぶべき本領を発揮した。中でも語り草となっているのが、盟友の中曽根康弘を頂点に押し上げたときだ。渡邉恒雄とともに、キングメーカーの田中角栄に中曽根への支持を頼みこむといった地ならしを行い、1982年11月、政権誕生に寄与した。
モスクワ五輪の悪夢から3年ほど経過した時分には、三浦は編成担当の要職から外されて無任所となり、担務する仕事がなくなった。残務処理などでモスクワを4、5回も訪れるなど、忙しく活動しているように見えたが、上辺だけだった。そのころ、田代が進めていた再開発を指して「あのわからずやの新聞屋じゃあ、森ビルにとっては赤子の手をひねるようなものだ」と部下にぼやいたりしたが、潰しにかかる力はなかった。
1985年5月10日、60歳の若さで急死した。死に至る兆候は直前までおよそなかったという。三浦が事実上の組閣まで手助けし、後押しした現職の首相、中曽根はまっさきに通夜に駆けつけ、葬儀にも参列し弔事を読んだ。「私にとっては、中曽根内閣成立に生涯をかけた一人であると信じている」。

## KGBとの関係
1982年（昭和57年）7月、明るみに出たレフチェンコ事件では、レフチェンコ・メモに三浦の名があり（コードネームは「ムーヒン」）、ソ連のエージェントとしての活動が記録されていた。同年9月、ソ連共産党国際部副部長として対日情報工作活動を行っていたコワレンコが、三浦の仲介で、衆議院議員の中川一郎を親ソ派に取り込むための工作活動として極秘裏に接触した。その際、秘密接触においては、三浦の非公式ルートを活用することが合意されている。
ジャーナリストの加藤昭は、1991年（平成3年）に公開されていた旧KGB文書を調べた際、1983年1月9日に中川が変死した5日後に三浦が、KGBに「中川は明らかに他殺だ。CIAの手先に消された」と報告していたという内容が含まれていたと述べている。

## 親交など
投資ジャーナル事件（1985年）を引き起こした中江滋樹と親交が厚く、事件に巻き込まれた歌手・倉田まり子をスカウトした芸能事務所は、三浦が実質的経営者だったと言われている。
経営難に陥っていた向上高校の経営再建に尽力した。